# Athies (Pas de Calais)
Athies és un municipi francès situat al departament del Pas de Calais i a la regió dels Alts de França. L'any 2007 tenia 993 habitants.

## Demografia

### Població
El 2007 la població de fet d'Athies era de 993 persones. Hi havia 370 famílies de les quals 64 eren unipersonals (16 homes vivint sols i 48 dones vivint soles), 131 parelles sense fills, 163 parelles amb fills i 12 famílies monoparentals amb fills.
La població ha evolucionat segons el següent gràfic:
Habitants censats

### Habitatges
El 2007 hi havia 395 habitatges, 374 eren l'habitatge principal de la família, 1 era una segona residència i 20 estaven desocupats. 391 eren cases i 4 eren apartaments. Dels 374 habitatges principals, 307 estaven ocupats pels seus propietaris, 62 estaven llogats i ocupats pels llogaters i 5 estaven cedits a títol gratuït; 1 tenia una cambra, 2 en tenien dues, 39 en tenien tres, 92 en tenien quatre i 240 en tenien cinc o més. 326 habitatges disposaven pel capbaix d'una plaça de pàrquing. A 162 habitatges hi havia un automòbil i a 170 n'hi havia dos o més.

### Piràmide de població
La piràmide de població per edats i sexe el 2009 era:
| Homes | Edats   | Dones |
| ----- | ------- | ----- |
| 0     | 95 o +  | 0     |
| 4     | 90 a 94 | 0     |
| 0     | 85 a 89 | 4     |
| 8     | 80 a 84 | 4     |
| 16    | 75 a 79 | 20    |
| 8     | 70 a 74 | 20    |
| 24    | 65 a 69 | 28    |
| 16    | 60 a 64 | 16    |
| 24    | 55 a 59 | 24    |
| 32    | 50 a 54 | 28    |
| 44    | 45 a 49 | 28    |
| 44    | 40 a 44 | 40    |
| 36    | 35 a 39 | 44    |
| 28    | 30 a 34 | 28    |
| 28    | 25 a 29 | 28    |
| 28    | 20 a 24 | 20    |
| 36    | 15 a 19 | 40    |
| 56    | 10 a 14 | 28    |
| 16    | 5 a 9   | 28    |
| 32    | 0 a 4   | 20    |

## Economia
El 2007 la població en edat de treballar era de 677 persones, 464 eren actives i 213 eren inactives. De les 464 persones actives 431 estaven ocupades (234 homes i 197 dones) i 33 estaven aturades (18 homes i 15 dones). De les 213 persones inactives 66 estaven jubilades, 84 estaven estudiant i 63 estaven classificades com a «altres inactius».

### Ingressos
El 2009 a Athies hi havia 382 unitats fiscals que integraven 1.014 persones, la mediana anual d'ingressos fiscals per persona era de 18.914 €.

### Activitats econòmiques
Dels 26 establiments que hi havia el 2007, 1 era d'una empresa de fabricació d'altres productes industrials, 3 d'empreses de construcció, 6 d'empreses de comerç i reparació d'automòbils, 3 d'empreses de transport, 1 d'una empresa d'hostatgeria i restauració, 1 d'una empresa immobiliària, 3 d'empreses de serveis, 4 d'entitats de l'administració pública i 4 d'empreses classificades com a «altres activitats de serveis».
Dels 6 establiments de servei als particulars que hi havia el 2009, 1 era un taller de reparació d'automòbils i de material agrícola, 1 guixaire pintor, 1 electricista, 1 empresa de construcció i 2 perruqueries.
Dels 2 establiments comercials que hi havia el 2009, 1 era una botiga de roba i 1 una botiga d'electrodomèstics.
L'any 2000 a Athies hi havia 4 explotacions agrícoles que ocupaven un total de 208 hectàrees.

## Equipaments sanitaris i escolars
El 2009 hi havia una escola elemental.

## Poblacions més properes
El següent diagrama mostra les poblacions més properes.